# ババロア@
ババロア@（ババロア）は、日本テレビ系の深夜テレビ番組『アッコとマチャミの新型テレビ』（製作：福岡放送）から生まれた、和田アキ子と久本雅美による音楽ユニットである。2003年春頃に活動。曲にちなんでタマネギの着ぐるみ姿で歌う。

## 出演
- ポップジャム
- HEY!HEY!HEY! MUSIC CHAMP
- 森田一義アワー 笑っていいとも!
- ayu ready?（2003年3月22日）

また、MUSIC STATIONまで依頼が来たようだが、辞退したかどうかは不明。

## 作品
- たまたまねぎねぎ 〜たまねぎが教えてくれたこと〜 （2003年3月26日、テイチクエンタテインメント）
  - だんご3兄弟を意識した、子供向けの歌。作詞・プロデュースは秋元康。作曲は櫻井真一。振り付けはKEN（DA PUMP）。CDジャケット撮影は林家ペー。MV演出はつきざわけんじ。大変な豪華メンバーにより製作され、紅白歌合戦への出演を視野に入れ、テレビにも積極的に露出したにもか関わらず、オリコンチャート200位以内にもランクインしなかった。

  1. たまたまねぎねぎ〜たまねぎが教えてくれたこと〜
  2. 長ねぎ(P音入りノーカット盤)
  3. たまたまねぎねぎ エルトランスデルマンボバージョン
  4. たまたまねぎねぎ 〜たまねぎが教えてくれたこと〜 (オリジナル・カラオケ)

## ライブ
和田アキ子芸能生活35周年コンサート「withyou〜tomrrow」で、ドレスに顔だけたまねぎ姿で久本雅美と歌った。